# Discordianism
Discordianism är en modern religion som fokuserar på relationen mellan ordning och kaos. Den grundades runt 1958-1959 av Malaclypse den yngre, som skrev boken 'Principia Discordia'. Namnet discordianism eller erisianism kommer av Eris (latin Discordia), osämjans gudinna i grekisk mytologi. 
Det råder oenighet om discordianismen ska klassas som en parodireligion eller inte, och till vilken grad. Discordianismen använder sig mycket av humor, ofta en absurd form av humor som är integrerad i själva trosläran. Humorn sägs användas dels för att sprida läran, och dels för att inte fastna i dogmer.
Religionen har en egen tidsräkning, kallad den erianska kalendern.